# 約翰·賴因哈德三世
約翰·賴因哈德三世（德語：Johann Reinhard III，1665年7月31日—1736年3月28日），末代哈瑙-利希滕貝格伯爵，1680年至1736年在位。
1699年，約翰·賴因哈德與安斯巴赫的多羅特婭·弗雷德里克結婚，兩人有一個女兒夏洛特（1700年—1726年）。